# 中村政則
中村 政則（なかむら まさのり、1935年12月17日 - 2015年8月4日）は、日本の歴史学者。専門は、日本近現代史。学位は、経済学博士（一橋大学・1981年）（学位論文「近代日本地主制史研究 資本主義と地主制」）。一橋大学名誉教授。「最後の講座派」と呼ばれていた。オックスフォード大学客員教授等を歴任。

## 人物
東京府新宿生まれ。祖父は埼玉県出身。1961年一橋大学商学部卒業、1963年一橋大学大学院経済学研究科修士課程修了、1966年同博士課程単位修得退学。大学時代はホッケー部に所属。一橋大の日本経済史講座断絶後着任した古島敏雄を指導教官とし、永原慶二にも師事した。
1966年一橋大学経済学部専任講師、1970年同助教授、1977年同教授、1979年ハーヴァード大学東アジア研究センター客員研究員、1981年「近代日本地主制史研究 資本主義と地主制」で一橋大学より経済学博士の学位を取得。1989年オックスフォード大学ニッサン日本研究所及びセント・アントニーズ・カレッジ客員教授。1994年一橋大学附属図書館長。1999年一橋大定年退官、名誉教授、オックスフォード大学客員研究員、2000年ハーヴァード大学客員研究員、2001年から2006年まで神奈川大学経済学部・大学院歴史民俗資料学研究科歴史民俗資料学専攻特任教授。
国立歴史民俗博物館展示プロジェクト委員（新常設展示室「現代」担当）。沖縄戦における集団自決問題で、「最高裁でまだ判決が出ていないので、慎重にするべきだ」と発言（→大江健三郎・岩波書店沖縄戦裁判、家永教科書裁判）、展示から軍命や強制があったとする説明が削除される一因を作り、高嶋伸欣から「大いに反省すべき」、林博史から「レベルが問われる」など、批判を受けた。
『『坂の上の雲』と司馬史観』などで司馬遼太郎の日清・日露戦争に対する歴史認識を批判している。
太平洋戦争では、淀橋第三国民学校（現新宿区立西新宿小学校）在学中に草津町の旅館日新館に学童疎開。日本の降伏後に戻った新宿は5月27日の東京大空襲により焼け野原になっており、消失した自宅敷地から2キロ先の伊勢丹が見えるほどであったという。そのような経験等から、「九条科学者の会」では呼びかけ人を務めた。
2011年頃から体調を崩していたが、2015年、肺がんのため東京都内の病院死去し、府中の森市民聖苑で葬儀が行われた。79歳没。

## ゼミ生
指導学生には大門正克（横浜国立大学教授）、森武麿（一橋大学名誉教授）、疋田康行（立教大学名誉教授）、佐藤正広（一橋大学教授）、庄司俊作（同志社大学教授）、浅井良夫（成城大学教授）、千田稔（イオンド大学教授）、柴田善雅（大東文化大学教授）、西成田豊（一橋大学名誉教授）、松本俊郎（岡山大学教授）、鈴木恒夫（学習院大学教授）などがいる。大枝宏之（日清製粉グループ本社社長）、田中全（元四万十市市長）、大竹愼一（ファンドマネージャー）なども中村ゼミ出身。
ゼミ生らが（浅井良夫・大門正克・吉川容・永江雅和・森武麿）が編者となり、『中村政則の歴史学』（日本経済評論社、2018年）が出版。

## 著書

### 単著
- 『日本の歴史 29　労働者と農民』（小学館 1976年）　
  - 改題 『日本史の社会集団 第7巻 労働者と農民』（小学館・文庫判 1990年）
  - 改題 『労働者と農民 日本近代をささえた人々』 （小学館ライブラリー 1998年）
- 『近代日本地主制史研究――資本主義と地主制』（東京大学出版会 1979年）
- 『昭和の歴史（2） 昭和の恐慌』（小学館 1982年/小学館・文庫判 1988年/小学館ライブラリー 1994年）
- 『日本近代と民衆――個別史と全体史』（校倉書房 1984年）
- 『象徴天皇制への道――米国大使グルーとその周辺』（岩波新書 1989年）

The Japanese Monarchy: Ambassador Joseph Grew and the Making of the "Symbol Emperor System," 1931-1991
　trans. by Herbert P. Bix, Jonathan Baker-Bates and Derek Bowen, (M. E. Sharpe, 1992).
- 『シリーズ昭和史（1） 昭和恐慌』（岩波ブックレット 1989年）
- 『戦後史と象徴天皇』（岩波書店 1992年）
- 『歴史のこわさと面白さ』（筑摩書房〈ちくまプリマーブックス〉 1992年）
- 『岩波市民大学 人間の歴史を考える（11） 経済発展と民主主義』（岩波書店 1993年）
- 『現代史を学ぶ――戦後改革と現代日本』（吉川弘文館 1997年）
- 『近現代史をどう見るか――司馬史観を問う』（岩波ブックレット 1997年）
- 『明治維新と戦後改革――近現代史論』（校倉書房 1999年）
- 『戦後史』（岩波新書 2005年）
- 『昭和の記憶を掘り起こす――沖縄、満州、ヒロシマ、ナガサキの極限状況』（小学館 2008年）
- 『『坂の上の雲』と司馬史観』（岩波書店 2009年）
- 『オーラル・ヒストリーの可能性　東京ゴミ戦争と美濃部都政』（神奈川大学評論ブックレット：御茶の水書房 2011年）

### 共著
- （春日豊・石井寛治）『経済構想 (日本近代思想大系）』（岩波書店, 1988年）
- （三宅明正・吉見義明・宮田節子・趙景達）『歴史と真実――いま日本の歴史を考える』（筑摩書房, 1997年）

### 編著
- 『体系日本現代史（4）戦争と国家独占資本主義』（日本評論社 1979年）
- 『技術革新と女子労働』（国際連合大学 1985年）
- 『シリーズ昭和史（15）年表昭和史』（岩波ブックレット 1989年／増補版, 2004年）
- 『日本の近代と資本主義――国際化と地域』（東京大学出版会 1992年）
- Technology Change and Female Labour in Japan, (United Nations University Press, 1994).
- 『近代日本の軌跡（6）占領と戦後改革』（吉川弘文館 1994年）
- 『近現代日本の新視点――経済史からのアプローチ』（吉川弘文館 2000年）

### 共編著
- （江村栄一）『国権と民権の相剋』（三省堂 1974年）
- （石井寛治・海野福寿）『近代日本経済史を学ぶ（上・下）』（有斐閣 1977年）
- （山極晃）『資料日本占領（1）天皇制』（大月書店 1990年）
- （高村直助・小林英夫）『戦時華中の物資動員と軍票』（多賀出版 1994年）
- （油井大三郎・豊下楢彦）『占領改革の国際比較――日本・アジア・ヨーロッパ』（三省堂 1994年）
- （天川晃・尹健次・五十嵐武士）『戦後日本――占領と戦後改革（全6巻）』（岩波書店 1995年）
- （永原慶二）『歴史家が語る戦後史と私』（吉川弘文館 1996年）
- （南亮進・西沢保）『デモクラシーの崩壊と再生――学際的接近』（日本経済評論社 1998年）
- 『中村政則の歴史学』（日本経済評論社、2018年）、追悼論集
  - 浅井良夫・大門正克・吉川容・永江雅和・森武麿編著

### 訳書
- トーマス・A・ビッソン『ビッソン日本占領回想記』（三浦陽一共訳）（三省堂 1983年）
- アンドルー・ゴードン編『歴史としての戦後日本』（みすず書房 2001年）